# Euro Hockey Tour 2024/2025
Euro Hockey Tour 2024/2025 bude 29. ročník hokejové soutěže Euro Hockey Tour. Bude se konat od 7. listopadu 2024 do 4. května 2025, součástí byly turnaje Karjala Cup 2024, Swiss Ice Hockey Games 2024, Sweden Hockey Games 2025 a turnaj Czech Hockey Games 2025.

## Karjala Cup
Turnaj Karjala Cup 2024 se konal od 7. listopadu do 10. listopadu 2024 v Helsinkách a Karlových Varech.
| Poř. | Tým       | Z | V | VP | PP | P | VG | OG | B |
| ---- | --------- | - | - | -- | -- | - | -- | -- | - |
| 1.   | Finsko    | 3 | 2 | 1  | 0  | 0 | 12 | 6  | 8 |
| 2.   | Česko     | 3 | 2 | 0  | 0  | 1 | 10 | 8  | 6 |
| 3.   | Švýcarsko | 3 | 0 | 1  | 1  | 1 | 8  | 11 | 3 |
| 4.   | Švédsko   | 3 | 0 | 0  | 1  | 2 | 9  | 14 | 1 |

## Swiss Tournament
Swiss Ice Hockey Games 2024 se konal od 12. prosince do 15. prosince 2024 ve Fribourgu a Pardubicích.
| Poř. | Tým       | Z | V | VP | PP | P | VG | OG | B |
| ---- | --------- | - | - | -- | -- | - | -- | -- | - |
| 1.   | Česko     | 3 | 3 | 0  | 0  | 0 | 10 | 4  | 9 |
| 2.   | Finsko    | 3 | 1 | 0  | 0  | 2 | 4  | 4  | 3 |
| 3.   | Švédsko   | 3 | 1 | 0  | 0  | 2 | 7  | 9  | 3 |
| 4.   | Švýcarsko | 3 | 1 | 0  | 0  | 2 | 2  | 6  | 3 |

## Sweden Hockey Games
Turnaj Sweden Hockey Games 2025 se bude konat od 6. do 9. února 2025 ve Stockholmu a Langnau im Emmental.
| Poř. | Tým       | Z | V | VP | PP | P | VG | OG | B |
| ---- | --------- | - | - | -- | -- | - | -- | -- | - |
| 1.   | Finsko    | 3 | 2 | 1  | 0  | 0 | 8  | 1  | 8 |
| 2.   | Česko     | 3 | 2 | 0  | 0  | 1 | 7  | 4  | 6 |
| 3.   | Švýcarsko | 3 | 0 | 1  | 1  | 1 | 2  | 5  | 3 |
| 4.   | Švédsko   | 3 | 0 | 0  | 1  | 2 | 3  | 10 | 1 |

## Czech Hockey Games
Turnaj Czech Hockey Games 2025 se bude konat od 1. do 4. května 2025 v Brně a Švédsku.

## Průběžné pořadí EHT 2024/2025
| Poř. | Tým       | Z | V | VP | PP | P | VG | OG | B  |
| ---- | --------- | - | - | -- | -- | - | -- | -- | -- |
| 1.   | Česko     | 9 | 7 | 0  | 0  | 2 | 27 | 14 | 21 |
| 2.   | Finsko    | 9 | 5 | 2  | 0  | 2 | 24 | 11 | 19 |
| 3.   | Švýcarsko | 9 | 1 | 2  | 2  | 4 | 12 | 22 | 9  |
| 4.   | Švédsko   | 9 | 1 | 0  | 2  | 6 | 19 | 33 | 5  |

### Vysvětlivky k tabulkám a zápasům
- Z – počet odehraných zápasů
- V – počet vítězství
- VP – počet výher po prodloužení (nebo po samostatných nájezdech)
- PP – počet proher po prodloužení (nebo po samostatných nájezdech)
- P – počet proher
- VG – počet vstřelených gólů
- OG – počet obdržených gólů
- B – počet bodů